# Raymond Steegmans
Raymond Steegmans (Hasselt, 15 de mayo de 1945) fue un ciclista belga, profesional entre 1966 y 1975, cuyo mayor éxito deportivo lo logró en la Vuelta a España cuando, en la edición de 1969, obtuvo dos victorias de etapas, la clasificación por puntos y la clasificación de la combinada. También consiguió otras victorias, tantos en competiciones belgas como en francesas. 

## Palmarés
1966
- 1 etapa en el Tour de Limburgo

1967
- 1 etapa del Halle-Ingooigem

1969
- 2 etapas de la Vuelta a España, clasificación por puntos , clasificación de combinada y clasificación de las metas volantes

1972
- Gran Premio del 1 de Mayo

## Resultados en las grandes vueltas
| Carrera         | 1966 | 1967 | 1968 | 1969 | 1970 | 1971 | 1972 | 1973 | 1974 | 1975 |
| --------------- | ---- | ---- | ---- | ---- | ---- | ---- | ---- | ---- | ---- | ---- |
| Giro de Italia  | -    | -    | -    | -    | -    | -    | -    | -    | -    | -    |
| Tour de Francia | -    | -    | -    | -    | -    | -    | -    | -    | -    | -    |
| Vuelta a España | -    | -    | -    | 44.º | Ab.  | -    | -    | -    | -    | -    |
| Mundial en Ruta | -    | -    | -    | -    | -    | -    | -    | -    | -    | -    |

-: no participa 

Ab.: abandono